# ۱۴ زن (فیلم)
۱۴ زن (انگلیسی: 14 Women) فیلمی در ژانر مستند به کارگردانی و نویسندگی ماری لمبرت است که در سال ۲۰۰۷ منتشر شد. 

## خلاصه داستان
هنگامی که یکصد و نهمین کنگره تاریخی ایالات متحده  تشکیل میشود، تعداد زنان در سنا به ۱۴ نفر افزایش یافت. اکنون، مبارزه آنها برای ایجاد تعادل بین خانواده و سیاست شروع شده است. داستانی از پشتکار و متانت، 14 زن الهام بخش که نشاط بخش مخاطبان در تمام سنین خواهد بود! 

## بازیگران
بازیگران و چهره های سرشناس سیاسی که در این مستند حضور دارند:
- جو بایدن
- هیلاری کلینتون
- باربارا باکسر
- دبی ستبنو
- آنت کارول بنینگ
- کی بیلی هاچیسون
- و ...